# Welterbe in Guatemala

Zum Welterbe in Guatemala gehören (Stand 2023) vier UNESCO-Welterbestätten, darunter drei Stätten des Weltkulturerbes und eine gemischte Kultur- und Naturerbestätte. Guatemala hat die Welterbekonvention 1979 ratifiziert, die ersten beiden Welterbestätten wurden 1979 in die Welterbeliste aufgenommen. Die bislang letzte Welterbestätte wurde 2023 eingetragen.

## Welterbestätten
Die folgende Tabelle listet die UNESCO-Welterbestätten in Guatemala in chronologischer Reihenfolge nach dem Jahr ihrer Aufnahme in die Welterbeliste (K – Kulturerbe, N – Naturerbe, K/N – gemischt, (G) – auf der Roten Liste des gefährdeten Welterbes).
| Bild                                         | Bezeichnung                                         | Jahr | Typ | Ref. | Beschreibung |
| -------------------------------------------- | --------------------------------------------------- | ---- | --- | ---- | --- |
| Antigua Guatemala                            | Antigua Guatemala (Lage)                            | 1979 | K   | 65   | |
| Nationalpark Tikal                           | Nationalpark Tikal (Lage)                           | 1979 | K/N | 64   | |
| Archäologischer Park und Ruinen von Quirigua | Archäologischer Park und Ruinen von Quirigua (Lage) | 1981 | K   | 149  | |
| Archäologischer Park Tak'alik Ab'aj          | Archäologischer Park Tak'alik Ab'aj (Lage)          | 2023 | K   | 1663 | Archäologische Stätte aus der Zeit des Übergangs von der Kultur der Olmeken zur Kultur der Maya. Tak'alik Ab'aj lag an einer wichtigen Handelsroute von Mexiko ins heutige El Salvador. Die Ruinen werden von verschiedenen indigenen Völkern bis heute als heilige Stätten verehrt. Erfüllte Kriterien für Welterbe: ii., iii. |

## Tentativliste
In der Tentativliste sind die Stätten eingetragen, die für eine Nominierung zur Aufnahme in die Welterbeliste vorgesehen sind.
Mit Stand 2023 sind 22 Stätten in der Tentativliste von Guatemala eingetragen, die letzte Eintragung erfolgte im Oktober 2022. Die folgende Tabelle listet die Stätten in chronologischer Reihenfolge nach dem Jahr ihrer Aufnahme in die Tentativliste.
| Bild                                                                       | Bezeichnung                                                                | Jahr | Typ | Ref. | Beschreibung |
| -------------------------------------------------------------------------- | -------------------------------------------------------------------------- | ---- | --- | ---- | --- |
| Das kulturelle Dreieck                                                     | Das kulturelle Dreieck                                                     | 2002 | K/N | 1752 | umfasst u. a. die Maya-Städte Yaxha, Nakum, Naranjo, Holmul |
| Cuenca del Mirador                                                         | Cuenca del Mirador                                                         | 2002 | K/N | 1753 | |
| Das Herz des Maya-Gebietes                                                 | Das Herz des Maya-Gebietes                                                 | 2002 | K/N | 1754 | |
| Die Route der Flüsse                                                       | Die Route der Flüsse                                                       | 2002 | K/N | 1755 | Das Gebiet umfasst archäologische Stätten am Río La Pasión, Río Machaquilá, Río Cancuén, Río Salinas und Río Usumacinta |
| Naj-Tunich-Höhle                                                           | Naj-Tunich-Höhle                                                           | 2002 | K/N | 1756 | Seit 2012 Bestandteil des Vorschlags "Höhlen von Naj Tunich" (Ref. 5739) |
| Die Maya-Olmeken-Begegnung                                                 | Die Maya-Olmeken-Begegnung                                                 | 2002 | K/N | 1757 | Vier Gruppen archäologischer Stätten im Südwesten Guatemalas mit mehr als 70 Gebäuden auf neun künstlichen Terrassen. Fundstätte zahlreicher Skulpturen mit Merkmalen der Olmeken- und Maya-Kunst. Bedeutendste Stätte ist Takalik Abaj, welche bereits 2023 zum Welterbe erklärt wurde (s. Ref. 1663). |
| Route der Franziskanischen Evangelisierung                                 | Route der Franziskanischen Evangelisierung                                 | 2002 | K   | 1758 | Beinhaltet 26 Kirchen |
| Route der Dominikanischen Evangelisierung                                  | Route der Dominikanischen Evangelisierung                                  | 2002 | K   | 1759 | Beinhaltet 27 Kirchen: Santo Domingo in Antigua Guatemala, Santo Domingo in Nueva Guatemala, Santa Ana Chimaltenango, Kirche der Escuintla, San Pedro Pinula, Chichicastenango, Santa Cruz del Quiché, Zacualpa, Sacapulas, San Juan Cotzal, Chajul, San Jerónimo Verapaz, Cubulco, Rabinal, San Miguel Chicaj, San Mateo Salamá, Santo Domingo in Cobán, Tactic, Santa Cruz Verapaz, San Cristóbal Verapaz, Tamahú, Tucurú, Senahú, Cahabón, Lanquín, San Juan Chamelco und San Pedro Carchá |
| Route des Friedens und der nationalen Identität                            | Route des Friedens und der nationalen Identität                            | 2002 | K   | 1760 | Kathedrale von Guatemala, Die Kirche von Nuestra Señora de la Merced, Basilika von Esquipulas und der Tempel von San Agustín Acasaguastlán |
| Castillo de San Felipe de Lara                                             | Castillo de San Felipe de Lara                                             | 2002 | K   | 1761 | |
|                                                                            | Route der Agrarindustrie und der viktorianischen Architektur               | 2002 | K   | 1762 | |
| Altstadt von Chichicastenango                                              | Altstadt von Chichicastenango                                              | 2002 | K   | 1763 | |
| Grüne Route von Verapaz                                                    | Grüne Route von Verapaz                                                    | 2002 | N   | 1764 | |
|                                                                            | Biosphärenreservat Sierra de las Minas                                     | 2002 | N   | 1765 | Biosphärenreservat im Gebirgszug der Sierra de las Minas |
|                                                                            | Nationalpark Sierra del Lacandón                                           | 2002 | N   | 1766 | Nationalpark im Gebirgszug der Sierra del Lacandón |
| Manchón-Guamuchal                                                          | Mangroven-Route der Pazifikküste von Guatemala                             | 2002 | N   | 1767 | Mangrovengebiet mit den Schutzgebieten von Manchón-Guamuchal und Monterrico |
| Geschützte Zonen des Lago de Atitlán: vielfältige Nutzung                  | Geschützte Zonen des Lago de Atitlán: vielfältige Nutzung                  | 2002 | N   | 1768 | |
| Nationalpark Visis Cabá und die einheimische Architektur des Ixil-Dreiecks | Nationalpark Visis Cabá und die einheimische Architektur des Ixil-Dreiecks | 2002 | K/N | 1769 | |
| Felsmalereien von San Bartolo                                              | Felsmalereien von San Bartolo                                              | 2012 | K   | 5738 | |
| Höhlen von Naj Tunich                                                      | Höhlen von Naj Tunich                                                      | 2012 | K/N | 5739 | Der archäologische Park "Höhlen von Naj Tunich" umfasst die Naj-Tunich-Höhle (s. Ref. 1756) mit ihrer Maya-Höhlenarchitektur. |
| Archäologische Stätte von Naranjo Sa’aal                                   | Archäologische Stätte von Naranjo Sa’aal                                   | 2022 | K   | 6623 | ist seit 2002 bereits Teil der Nominierung 'Kulturelles Dreieck' |
|                                                                            | Nationaltheater von Guatemala                                              | 2022 | K   | 6624 | 1978 von Efrain Recinos und Carlos Alberto Haeussler erbaut. |